# Mac OS X Tiger
Mac OS X Tiger (версія 10.4) — п'ятий мажорний реліз операціонної системи Mac OS X від Apple Inc.. Існує версія для настільних комп'ютерів та серверів Mac OS X Server 10.4. Tiger був представлений публіці 29 квітня 2005 року за $129.95 як спадкоємець Mac OS X Panther (версія 10.3), яку було реалізовано за 18 місяців до цього. Деякими нововведеннями були система швидкого пошуку Spotlight, нова версія вебоглядача Safari 2.0, Dashboard, нова тема, покращена підтримка 64-бітної адресації на Power Mac G5.
За 6 тижнів після випуску операційної системи було встановлено більше 2 мільйонів копій Mac OS X Tiger, до червня 2007 версію використовували більше 67% із 22 мільйонів користувачів Mac OS X.
Дана версія стала першою операційною системою Apple, що підтримувала процесори Intel x86/x86_64 (з випуску 10.4.4). Перший варіант Apple TV, випущений в березні 2007, використовував модифифіковану ОС Tiger під назвою Apple TV OS.
Наступною версією операційної системи став Mac OS X Leopard, представлений 26 жовтня 2007 року. Поновлення безпеки для Tiger виходили до 2009 року. Tiger — остання версія OS X з підтримкою «Classic Environment» (сумісності з додатками Mac OS 9).

## Хронологія
| Хронологія операційних систем Macintosh |
| --------------------------------------- |
|                                         |